# 잔카를로 로타
잔카를로 로타(이탈리아어: Gian-Carlo Rota, 스페인어: Juan Carlos Rota 후안 카를로스 로타[*], 1932년 4월 27일 ~ 1999년 4월 18일)는 이탈리아 태생의 수학자이다. 조합론에 공헌하였다.

## 생애
이탈리아 파비아현 비제바노에서 태어났다. 아버지 조반니 로타(이탈리아어: Giovanni Rota)는 유명한 반파시즘 운동가였고, 친삼촌 니노 로타는 유명한 작곡가였다. 로타가 13세이었을 때 로타 가족은 스위스로, 이후 에콰도르로 이민하였다.
로타는 에콰도르에서 고등학교를 나오고, 프린스턴 대학교와 예일 대학교에서 학위를 수여받았다. 이후 매사추세츠 공과대학교에서 응용수학과 및 철학과 교수로 있었다.
1999년 4월 19일에 심장병으로 사망하였다.

## 저서
- Kung, Joseph P. S.; Rota, Gian-Carlo; Yan, Catherine H. (2009). 《Combinatorics: The Rota Way》. Cambridge Mathematical Library (영어). Cambridge University Press. doi:10.1017/CBO9780511803895. ISBN 978-0-521-88389-4. 2016년 3월 3일에 원본 문서에서 보존된 문서. 2014년 7월 26일에 확인함.

## 같이 보기
- 12정도